# Doktor Paj-Chi-Wo
Doktor Paj-Chi-Wo – postać fikcyjna występująca w książce Akademia pana Kleksa (1946) autorstwa Jana Brzechwy, chiński uczony i nadworny lekarz cesarza Chin, mistrz i nauczyciel Ambrożego Kleksa. 
Doktor Paj-Chi-Wo poznał pana Kleksa w akademii w Salamance, ofiarował mu swoje sekrety, które później niszczy kukła (Alojzy Kukuryk) zbudowana przez Golarza Filipa. Paj-Chi-Wo podarował też Mateuszowi "czapkę bogdychanów", przy pomocy której Mateusz ucieka przed wilkami zamieniając się w szpaka.
Wzmianki o doktorze Paj-Chi-Wo pojawiają się także w dwóch kolejnych tomach przygód pana Kleksa – Podróżach Pana Kleksa (1961) i Tryumfie Pana Kleksa (1965). Doktor Paj-Chi-Wo pojawia się też w większości filmów o panu Kleksie: w pierwszej wersji Akademii pana Kleksa oraz Podróżach pana Kleksa postać tę kreuje Wiesław Michnikowski, w filmie Pan Kleks w kosmosie w rolę wcielił się Witold Dębicki, a w wersji z 2023 r. Akademii pana Kleksa Piotr Fronczewski.

## Tło kulturowe
Doktor Paj-Chi-Wo to w polskiej literaturze jedno z ostatnich ech przedwojennego nurtu chinoiserie, występującego w zachodniej kulturze od ok. XVIII w. W nurcie tym Chiny idealizowano jako krainę mędrców, w której ceni się ludzi za ich talenty i pracowitość, a nie za bogactwo czy urodzenie.
Przykładowo w rozdziale Niezwykła opowieść Mateusza z Akademii pana Kleksa król proponuje doktorowi Paj-Chi-Wo wielkie bogactwa za uleczenie chorego syna. Oferuje mu nawet pomnik. „Najjaśniejszy panie i sprawiedliwy władco (...) zachowaj klejnoty swoje dla ubogich tego kraju, niegodzien jestem również pomnika, albowiem w mojej ojczyźnie pomniki stawia się tylko poetom” – odpowiada doktor, mijając się z prawdą, bo w Chinach nie było zwyczaju stawiania pomników, a wielkie postaci – nie tylko poetów – upamiętniano bramami pailou.

## Nawiązania
- Doktor Paj Chi Wo radzi to rozrywkowa audycja na antenie Polskiego Radia Szczecin.
- Postać doktora Paj-Chi-Wo pojawia się w grze Wino Adventure 2.
- Paihivo – polski zespół grający reggae.